# Yeezy
Yeezy (укр. Їзі; також YZY або YEEƵY) — медіакомпанія, модний бренд та лейбл звукозапису, заснований американським репером, дизайнером та підприємцем Каньє Вестом (Ye) 6 серпня 2013 року. Він вперше почав виробляти одяг у 2015 році для показу Yeezy Season 2. Бренд співпрацював з багатьма іншими великими брендами, включаючи Gap та Adidas. Партнерство між Adidas та Yeezy було зупинено в жовтні 2022 року після того, як Adidas розірвав контракт після антисемітських висловлювань Каньє Веста в Твіттері. Партнерство з Gap припинилося після того, як Вест сам розірвав контракт після конфлікту.

## Історія

### Перші бренди
Свій шлях у сфері моди Каньє Вест розпочав, заснувавши бренд Mascotte у 2004 році, незадовго після виходу свого дебютного альбому The College Dropout. У 2006 році Каньє розробив взуття для Adidas, але воно так і не було випущене. Першим брендом, який офіційно співпрацював з Каньє Вестом, був японський бренд Bape. Вест та Bape випустили пару кросівок Bapesta College Dropout, які зараз досить рідкісні та мають високу ціну перепродажу. У 2006 році разом з Вірджилом Абло він створив бренд Pastelle. Каньє використав моделі власного виробництва на музичних церемоніях та модних показах, проте майже за чотири роки існування марки реліз повноцінної колекції так і не відбувся. У 2009 році бренд закрився через скандал на MTV Video Music Awards.

### Співпраця з Nike

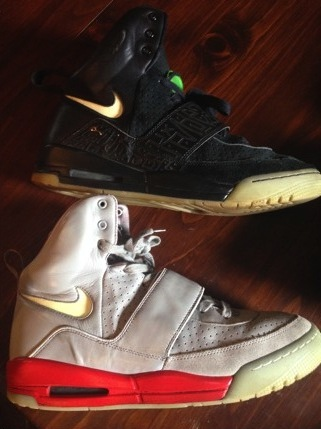
Тестові версії кросівок Yeezy від Nike

Співпраця Каньє Веста з Nike розпочалася у 2007 році та тривало шість років, що призвело до випуску загалом трьох моделей кросівок. 2014 - модель Air Yeezy 2 Red October, що стала останньою в рамках співпраці з Nike. Нині кросівки з колаборації Каньє з Nike мають велику цінність, так, 2021 року на аукціоні Sotheby's були продані кросівки Nike Air Yeezy 1, які Каньє Вест носив на церемонії «Ґреммі» у 2008 році. Пара оцінювалася в $1 мільйон, але в результаті була продана за майже вдвічі більшу суму — $1,8 мільйона, ставши найдорожчою парою кросівок в історії.

### Співпраця з Adidas
Офіційна співпраця розпочалась 3 грудня 2013 року. Каньєе описав генерального директора Adidas як «людину, яка дозволила їй створювати». У рамках партнерства з Adidas Вест зберігає 100-відсоткову власність на свій бренд, маючи повний творчий контроль над продукцією, що випускається.
Перші пари кросівок під об'єднаним брендом Adidas Yeezy були показані Каньє Вестом на Тижні моди у Нью-Йорку у 2015 році. Початковий тираж Adidas Yeezy Boost 750 був обмежений 9000 пар та був розпроданий протягом 10 хвилин. 27 червня 2015 року було випущено другі кросівки з колаборації, Yeezy Boost 350. Кросівки Adidas Yeezy стали надзвичайно популярними та бажаними, також через популяризацію знаменитостями. Багато моделей розкуповувалися протягом хвилин. У більшості кросівок використовується матеріал Boost від Adidas.
До 2019 року річний прибуток від продажів кросівок Yeezy для Adidas склав 1,3 млрд доларів.
У 2020 році продажі кросівок досягли майже $1,7 млрд, принісши Каньє Весту 191 млн. Згідно з Bloomberg, статки Каньє Веста оцінювалися в 6,6 млрд доларів, і більша частина цього капіталу припадала на бренд Yeezy, проте вже влітку 2021 року Forbes оцінив статки репера в $1,8 млрд.

### Yeezy Season
Yeezy Season (YZY SZN) — це лінія модного одягу для показу, створена Yeezy.
Yeezy Season 1 був результатом співпраці з Adidas. Однак, весь одяг був виготовлений незалежно, здебільшого Los Angeles Apparel, і лише взуття вироблялося Adidas. На показі Yeezy Season 1 були присутні такі знаменитості, як Ріанна, Дідді та дружина тодішня Веста Кім Кардаш'ян. Ця колекція була відзначена за її вільний, повсякденний стиль, у якому використовувався мілітарі-стиль та тілесні кольори. Ціни варіювалися від 600 доларів за спортивні штани до 3000 доларів за куртки. Хоча взуття швидко розкуповувалося, колекція одягу – ні. В інтерв'ю 2018 року Каньє Вест розповів, що вів переговори з Louis Vuitton про операцію з випуску одягу на суму 30 мільйонів доларів. Угода не була схвалена радою директорів, і Вест залишився без партнерів з виробництва одягу. Після показу Yeezy Season 1 компанія Adidas оголосила, що більше не братиме участі у випуску одягу Yeezy, натомість зосередившись на колекції взуття.
Yeezy Season 2 дебютував 15 вересня 2015 року на Нью-йоркському тижні моди. Колекція, створена під впливом японського робочого одягу, отримала високі оцінки за чіткі силуети та різноманітний кастинг.
Yeezy Season 3 дебютував 12 лютого 2016 року в Медісон-сквер-гарден. Колекція дебютувала разом з сьомим альбомом Каньє Веста The Life of Pablo.
У червні 2016 року Каньє Вест та Adidas оголосили про продовження угоди та запуск нових категорій.
Четвертий сезон дебютував у парку «Чотири свободи» імені Франкліна Д. Рузвельта в Нью-Йорку та був переважно жіночою колекцією, в якій взяли участь Софія Річі, Теяна Тейлор та Шанель Іман.
П'ятий сезон Yeezy дебютував на пірсі 59 у Нью-Йорку під час Тижня моди в Нью-Йорку. Колекція представила нові графічні елементи та спортивний одяг, відходячи від оверсайз-силуетів та постапокаліптичного стилю попередніх лінійок. Були представлені довгоочікувані речі бренду Calabasas, а також нова пара масивних кросівок у ретро-стилі.
У шостому сезоні Adidas та Каньє Вест знову представили кілька предметів одягу. Прем'єра відбулася у січні 2018 року, у рекламній кампанії взяли участь порнозірка Ліла Стар, а також Періс Хілтон та інші моделі. Учасниці були загримовані під Кім Кардаш'ян. Пізніше Вест знову використав Стар як модель для кампанії взуття в червні 2018 року.
У 7-му сезоні Yeezy також головною моделлю була Кім Кардаш'ян, яка демонструвала неонову кольорову палітру.
Восьмий сезон Yeezy дебютував у 2020 році на Тижні моди в Парижі. У показі були представлені текстуровані речі з нейтральною кольоровою палітрою, а також використані такі матеріали, як вовна з ранчо Веста у Вайомінгу.
Yeezy Season 9 дебютував на Тижні моди в Парижі 3 жовтня 2022 року та транслювався на YouTube. Колекція включала великі пончо, чоботи, надруковані на 3D-принтері, та суперечливу сорочку з Папою Іваном Павлом II спереду та принтом White Lives Matter на спині.
YZY SZN X (YZY FREE) відбувся 1 травня 2023 року о 22:00 у Лос-Анджелесі. На шоу було представлено багато моделей чоловічої та жіночої статі з поголеними головами в обтягуючих білих футболках та чорних панчохах. Частина шоу включала в себе стояння моделей струнко та розміщення свічок на центральному столі. Пізніше футболки були роздані публіці. Сам Каньє Вест не був присутній на заході.
Деякі зразки одягу з 10-го сезону з'явилися в інтернеті завдяки колекціонерам, що було підтверджено на X 3 квітня 2025 року, коли Вест відповів фанату: «YEEZY SEASON 10 з SHAYNE OLIVER». Потім, 13 травня, він опублікував фотографію чорного дезодоранту з написом «YZYSZNX MRCH3125 DRDRNT». 21 травня Вест випустив сингл «Alive» за участю YoungBoy Never Broke Again. Спочатку він опублікував пісню в Instagram з підписом «ALIVE YE X NBA YoungBoy YZY SZN 10», що, ймовірно, означало, що пісня буде частиною 10-го сезону Yeezy. 23 травня Вест опублікував на X фотографію, на якій він одягнений у повністю чорний одяг, з підписом «THIS THAT NEW SEASON 10». Під час прослуховування альбому Bully в Шанхаї Каньє був у футболці з написом «SZN X».

### Yeezy Gap

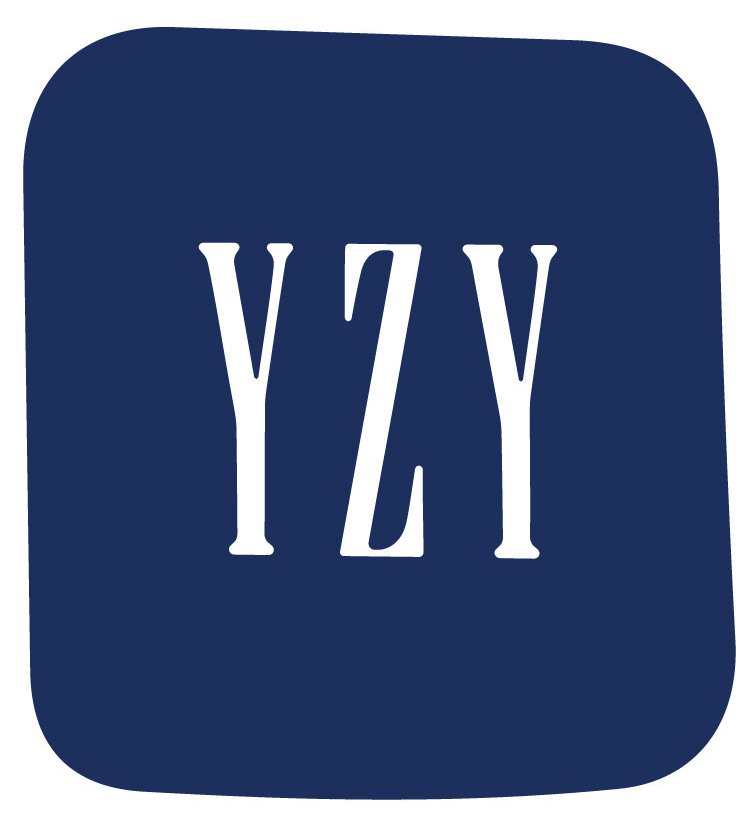
Логотип Yeezy Gap

Yeezy Gap (стилізовано як YEEZY GAP або YZY GAP) — співпраця між Yeezy та американським брендом одягу Gap, що була анонсована в червні 2020 року, а перша лінія одягу вийшла через рік, у червні 2021 року. У січні 2022 року бренд оголосив про співпрацю з розкішним модним будинком Balenciaga, а перша колекція з цієї лінії вийшла наступного місяця. Yeezy Gap було ліквідовано у вересні 2022 року через розбіжності між Каньє Вестом та керівниками Gap.
Yeezy Gap характеризувався мінімалістичним та утилітарним дизайном, що перегукується з попередніми колекціями Yeezy. Він складався з «піднесеного» базового одягу, включаючи худі, спортивні костюми та куртки.

## Yews
Yews — це новинний вебсайт, який був запущений 13 грудня 2023 року з доменом yews.news. Раніше, у жовтні 2023 року, Каньє Вест зареєстрував торговельну марку «Yews» для кількох продуктів і послуг, включаючи одяг, музику, косметику та розваги загалом. Сайт спочатку запускався як ексклюзив для мобільних пристроїв, з двома меню, що розділяли висвітлення новин на розділи «22:00» та «15:00», а пізніше було додано розділ «20:00». Теми, які висвітлює Yews, включають спорт, політику, моду, поп-культуру та самого Каньє Веста. Кожна історія супроводжується ілюстрацією, зазвичай релігійного характеру.
16 травня 2024 року, після звільнення керівника апарату Майло Янопулоса з Yeezy, Yews було закрито. Після його повернення Yews було відновлено в лютому з новим доменом yews.live, а потім знову змінено на yews.news. Вебсайт неактивний з 27 березня 2025 року.

## Лейбл звукозапису
У останні роки музика Каньє випускається також через бренд YZY. У 2024 році на лейблі вийшли альбоми Vultures 1 та Vultures 2. Візуальний альбом Bully V1, а також одинадцятий студійний альбом Веста Donda 2 були випущені через YZY у 2025 році.